# Kanton Chaumont-Sud
Kanton Chaumont-Sud (fr. Canton de Chaumont-Sud) byl francouzský kanton v departementu Haute-Marne v regionu Champagne-Ardenne. Tvořilo ho osm obcí. Zrušen byl po reformě kantonů 2014.

## Obce kantonu
- Buxières-lès-Villiers
- Chaumont (jižní část)
- Foulain
- Luzy-sur-Marne
- Neuilly-sur-Suize
- Semoutiers-Montsaon
- Verbiesles
- Villiers-le-Sec